# Gustav Lorinser
Gustav Lorinser (Mimoň, (Csehország), 1811. augusztus 28. – Bécs, 1863. május 20.) osztrák botanikus, orvosdoktor és főgimnáziumi tanár. Botanikai szakmunkákban nevének rövidítése: „G. Lorinser”.

## Élete
Édesapja Ignaz Lorinser orvos, édesanyja Magdalena Schors. 1838-ban a prágai egyetemen nyert orvosi oklevelet. 1850-ben a chebi gimnáziumban a természetrajz tanárának nevezték ki; 1852-ben ugyanazon tanszékre a pozsonyi állami gimnáziumhoz helyezték át; 1861-ben rendelkezési állapotba helyezték. 
Cikke a pozsonyi királyi katolikus főgimnázium Programmjában (1854. és 1856. Die Marmaroser Diamanten).

## Munkái
- Dissertatio ... medico-botanica sistens conspectum Stachyopteri... quam publicae disquisitioni submittit. Pragae, 1838
- Bemerkungen über die Art und Weise, Pflanzen für's Herbar zu trocknen. Pressburg, 1854
- Botanisches Excursionsbuch für die deutsch-österreichischen Kronländer und das angrenzende Gebiet. Wien, 1854